# 一般特恵関税制度
一般特恵関税制度（いっぱんとっけいかんぜいせいど、英: Generalized System of Preferences）は、関税に関する国際的な制度の一つである。先進国が開発途上国から輸入を行う際に関税率を引き下げるもので、開発途上国の支援を目的としている。英語表記を略してGSPとも言う。
一般（Generalized）とあるのは、1947年のガットの発足時に経過的に認められた地域特恵（第1条2、3及び附属書AからF)と区別するためである。

## 概要
GATT（関税と貿易に関する一般協定）の中で、最恵国待遇の原則があり、それは相手国に対して他の国に与えている条件よりも不利にならない条件を与えることを協定することである。だが、例外として、一般特恵関税制度では先進国が開発途上国の産品に対してより低い関税率を適用できると認められている。ガット規定上の処理は当初は1971年6月25日のGATT締約国団の決定としてGATT25条6項に基づく義務免除（ウェーバー）として実施され、1979年以降は、授権条項に基づくものとなっている。
開発途上国の経済発展、および工業化の促進を目的とし、国連貿易開発会議（UNCTAD）において1970年に枠組み合意がなされた。
日本では1971年8月から関税暫定措置法に基づき実施されており、2023年4月時点で対象は126か国4地域（うち45カ国が特別特恵受益国）、農水産品については有税1,97品目のうち、416品目(特別特恵受益国に対しては1,810品目）、鉱工業品については有税4,241品目のうち、3,199品目(特別特恵受益国に対しては4,194品目）が特恵対象、となっている。税率は、農水産品については個々の品目ごとに通常の関税率から引下げ(特別特恵受益国に対してはすべて無税）、鉱工業品については原則として無税。ただし、一部（1,112品目）は特恵有税げ(特別特恵受益国に対してはすべて無税）。
先進国並みに経済が発展した特恵受益国（又は地域）や、高い国際競争力を有する特恵受益国（又は地域）の原産品については、特恵関税の適用対象から除外（卒業）されることになっており（関税暫定措置法第8条の2第2項、関税暫定措置法施行令第25条）、これに基づき2000年度からの、韓国、アラブ首長国連邦等が、2019年度からの、中国、メキシコ、タイ、ブラジル及びマレーシアが特恵関税対象国から除外がされた。
この卒業基準は、2016年の見直しでそれまでの、世銀統計の「高所得国」に該当した国に加えて世銀統計の「高中所得国」に該当し、かつ、世界の総輸出額に占める当該国の輸出額の割合が１％以上である国も対象とされた。この基準は、2019年度から適用され、中国等が除外された。

## 一般特恵と特別特恵（LDC特恵）
一般特恵関税制度の枠組みのなかで、特に支援の必要性が高い45か国の後発開発途上国（LDC）に対する特別特恵（ＬＤＣ特恵）が併存しており、上記のように対象品目の拡大、税率の優遇がされている。これを特別特恵（LDC特恵）という。これに対し、後発開発途上国以外の特恵関税受益国に対するものを一般特恵という。制度全体の一般特恵関税制度と紛らわしいので注意が必要である。

## 経済連携協定と一般特恵関税制度
一般特恵受益国が、経済連携協定の締約国である場合、関税暫定措置法施行令第25条第4項により、経済連携協定に基づく税率（EPA税率）が、一般特恵関税と同等又はこれより低い場合は、一般特恵の適用対象外となる。